# Open 6ème Sens Métropole de Lyon 2021 - Qualificazioni singolare
Le qualificazioni del singolare dell'Open 6ème Sens Métropole de Lyon sono un torneo di tennis preliminare per accedere alla fase finale della manifestazione. I vincitori dell'ultimo turno sono entrati di diritto nel tabellone principale. In caso di ritiro di uno o più giocatori aventi diritto a questi sono subentrati i Lucky loser, ossia i giocatori che hanno perso nell'ultimo turno ma che avevano una classifica più alta rispetto agli altri partecipanti che avevano comunque perso nel turno finale.

## Teste di serie
1. Tereza Martincová (qualificata)
2. Margarita Gasparjan (qualificata)
3. Viktorija Golubic (qualificata)
4. Viktorija Tomova (ultimo turno)
5. Clara Tauson (qualificata)
6. Barbara Haas (ultimo turno)

1. Harriet Dart (primo turno)
2. Kamilla Rachimova (ultimo turno)
3. Olga Danilović (primo turno)
4. Leonie Küng (ultimo turno)
5. Wang Xinyu (primo turno)
6. Jaqueline Cristian (primo turno)

### Qualifiers
1. Tereza Martincová
2. Margarita Gasparjan
3. Viktorija Golubic

1. Magdalena Fręch
2. Clara Tauson
3. Giulia Gatto-Monticone

## Tabellone

### Legenda
| - Q = Qualificato - WC = Wild card - LL = Lucky loser | - ALT = Alternate - SE = Special Exempt - PR = Protected Ranking | - w/o = Walkover - r = Ritirato - d = Squalificato |

### Sezione 1
|  | Primo turno | Primo turno       | Primo turno       | Primo turno | Primo turno |  |  | Ultimo turno | Ultimo turno      | Ultimo turno      | Ultimo turno | Ultimo turno |  |
|  |             |                   |                   |             |             |  |  |              |                   |                   |              |              |  |
|  | 1           | Tereza Martincová | Tereza Martincová | 6           | 6           |  |  |              |                   |                   |              |              |  |
|  | WC          | Margot Yerolymos  | Margot Yerolymos  | 2           | 1           |  |  | 1            | Tereza Martincová | Tereza Martincová | 6            | 6            |  |
|  |             | Yuki Naito        | Yuki Naito        | 7           | 6           |  |  |              | Yuki Naito        | Yuki Naito        | 2            | 3            |  |
|  | 7           | Harriet Dart      | Harriet Dart      | 65          | 3           |  |  |              |                   |                   |              |              |  |

### Sezione 2
|  | Primo turno | Primo turno         | Primo turno         | Primo turno | Primo turno |  |  | Ultimo turno | Ultimo turno        | Ultimo turno | Ultimo turno | Ultimo turno |  |
|  |             |                     |                     |             |             |  |  |              |                     |              |              |              |  |
|  | 2           | Margarita Gasparjan | Margarita Gasparjan | 6           | 6           |  |  |              |                     |              |              |              |  |
|  |             | Chloé Paquet        | Chloé Paquet        | 3           | 4           |  |  | 2            | Margarita Gasparjan | 3            | 7            | 6            |  |
|  |             | You Xiaodi          | 6                   | 64          | 3           |  |  | 8            | Kamilla Rachimova   | 6            | 67           | 3            |  |
|  | 8           | Kamilla Rachimova   | 1                   | 7           | 6           |  |  |              |                     |              |              |              |  |

### Sezione 3
|  | Primo turno | Primo turno       | Primo turno       | Primo turno | Primo turno |  |  | Ultimo turno | Ultimo turno      | Ultimo turno      | Ultimo turno | Ultimo turno |  |
|  |             |                   |                   |             |             |  |  |              |                   |                   |              |              |  |
|  | 3           | Viktorija Golubic | Viktorija Golubic | 6           | 6           |  |  |              |                   |                   |              |              |  |
|  |             | Laura Ioana Paar  | Laura Ioana Paar  | 1           | 1           |  |  | 3            | Viktorija Golubic | Viktorija Golubic | 6            | 6            |  |
|  |             | Natalija Kostić   | Natalija Kostić   | 0           | 0           |  |  | 10           | Leonie Küng       | Leonie Küng       | 3            | 0            |  |
|  | 10          | Leonie Küng       | Leonie Küng       | 6           | 6           |  |  |              |                   |                   |              |              |  |

### Sezione 4
|  | Primo turno | Primo turno      | Primo turno      | Primo turno | Primo turno |  |  | Ultimo turno | Ultimo turno     | Ultimo turno     | Ultimo turno | Ultimo turno |  |
|  |             |                  |                  |             |             |  |  |              |                  |                  |              |              |  |
|  | 4           | Viktorija Tomova | Viktorija Tomova | 6           | 6           |  |  |              |                  |                  |              |              |  |
|  | PR          | Lu Jiajing       | Lu Jiajing       | 1           | 1           |  |  | 4            | Viktorija Tomova | Viktorija Tomova | 4            | 4            |  |
|  |             | Magdalena Fręch  | Magdalena Fręch  | 6           | 6           |  |  |              | Magdalena Fręch  | Magdalena Fręch  | 6            | 6            |  |
|  | 9           | Olga Danilović   | Olga Danilović   | 1           | 1           |  |  |              |                  |                  |              |              |  |

### Sezione 5
|  | Primo turno | Primo turno    | Primo turno    | Primo turno | Primo turno |  |  | Ultimo turno | Ultimo turno   | Ultimo turno   | Ultimo turno | Ultimo turno |  |
|  |             |                |                |             |             |  |  |              |                |                |              |              |  |
|  | 5           | Clara Tauson   | Clara Tauson   | 6           | 6           |  |  |              |                |                |              |              |  |
|  | WC          | Juline Fayard  | Juline Fayard  | 2           | 0           |  |  | 5            | Clara Tauson   | Clara Tauson   | 6            | 6            |  |
|  | WC          | Amandine Hesse | Amandine Hesse | 6           | 6           |  |  | WC           | Amandine Hesse | Amandine Hesse | 4            | 2            |  |
|  | 11          | Wang Xinyu     | Wang Xinyu     | 3           | 4           |  |  |              |                |                |              |              |  |

### Sezione 6
|  | Primo turno | Primo turno            | Primo turno            | Primo turno | Primo turno |  |  | Ultimo turno | Ultimo turno           | Ultimo turno | Ultimo turno | Ultimo turno |  |
|  |             |                        |                        |             |             |  |  |              |                        |              |              |              |  |
|  | 6           | Barbara Haas           | 3                      | 6           | 7           |  |  |              |                        |              |              |              |  |
|  | WC          | Loïs Boisson           | 6                      | 2           | 5           |  |  | 6            | Barbara Haas           | 6            | 3            | 3            |  |
|  |             | Giulia Gatto-Monticone | Giulia Gatto-Monticone | 6           | 6           |  |  |              | Giulia Gatto-Monticone | 2            | 6            | 6            |  |
|  | 12          | Jaqueline Cristian     | Jaqueline Cristian     | 4           | 1           |  |  |              |                        |              |              |              |  |